# Масардіс (Мен)
Масардіс (англ. Masardis) — місто (англ. town) в США, в окрузі Арустук штату Мен. Населення — 204 особи (2020).

## Демографія
Згідно з переписом 2010 року, у місті мешкало 249 осіб у 107 домогосподарствах у складі 69 родин. Було 166 помешкань
Расовий склад населення:
| - 99,2 % — білих - 0,4 % — корінних американців |

До двох чи більше рас належало 0,4 %. Частка іспаномовних становила 0,0 % від усіх жителів.
За віковим діапазоном населення розподілялося таким чином: 18,5 % — особи молодші 18 років, 63,8 % — особи у віці 18—64 років, 17,7 % — особи у віці 65 років та старші. Медіана віку мешканця становила 46,9 року. На 100 осіб жіночої статі у місті припадало 132,7 чоловіків;  на 100 жінок у віці від 18 років та старших — 144,6 чоловіків також старших 18 років.
Середній дохід на одне домашнє господарство  становив 45 945 доларів США (медіана — 36 875), а середній дохід на одну сім'ю — 53 386 доларів (медіана — 48 438). Медіана доходів становила 45 938 доларів для чоловіків та 16 875 доларів для жінок. За межею бідності перебувало 19,1 % осіб, у тому числі 28,0 % дітей у віці до 18 років та 9,1 % осіб у віці 65 років та старших.
Цивільне працевлаштоване населення становило 112 осіб. Основні галузі зайнятості: роздрібна торгівля — 22,3 %, виробництво — 20,5 %, освіта, охорона здоров'я та соціальна допомога — 15,2 %, публічна адміністрація — 11,6 %.